# Strannaja ženščina
Strannaja ženščina (Странная женщина) è un film del 1977 diretto da Julij Jakovlevič Rajzman.

## Trama
Il film racconta di una donna di 33 anni di nome Evgenija, che sogna sentimenti forti e lascia Mosca per la provincia da sua madre. Lì trova un lavoro e aiuta le persone. All'improvviso appare un giovane e si innamora di lei. All'inizio la spaventò, ma dopo iniziò a rendersi conto che questi sentimenti erano reciproci.